# Iurie Miterev
Iurie Miterev, né le 28 février 1975 à Chișinău en Moldavie et mort le 27 juin 2012 dans la même ville, était un footballeur international moldave, qui évoluait au poste d'attaquant.
Il compte 36 sélections et 8 buts en équipe nationale entre 1992 et 2006.

## Biographie

### Carrière de joueur
Iurie Miterev dispute 251 matchs en première division moldave, pour 129 buts marqués, ainsi que 88 matchs en première division ukrainienne, pour 14 buts inscrits.
Avec le club du Zimbru Chișinău, il remporte huit championnats de Moldavie, et deux coupes de Moldavie.
Avec cette même équipe, il dispute 12 matchs en Ligue des champions et 10 matchs en Coupe de l'UEFA.

### Carrière internationale
Iurie Miterev compte 36 sélections et 8 buts avec l'équipe de Moldavie entre 1992 et 2006. 
Il est convoqué pour la première fois par le sélectionneur national Ion Caras pour un match amical contre la Lituanie le 20 mai 1992 (1-1). Par la suite, le 28 août 1992, il inscrit son seul triplé en sélection contre le Congo, lors d'un match amical (victoire 3-1). Il reçoit sa dernière sélection le 18 mai 2006 contre l'Azerbaïdjan (0-0).

### Mort
Iurie Miterev décède d'une leucémie le 27 juin 2012 dans la capitale moldave.

## Palmarès
- Avec le Zimbru Chișinău :
  - Champion de Moldavie en 1992, 1993, 1994, 1995, 1996, 1998, 1999 et 2000
  - Vainqueur de la Coupe de Moldavie en 1997 et 1998